# Đuro-Stari Pucar

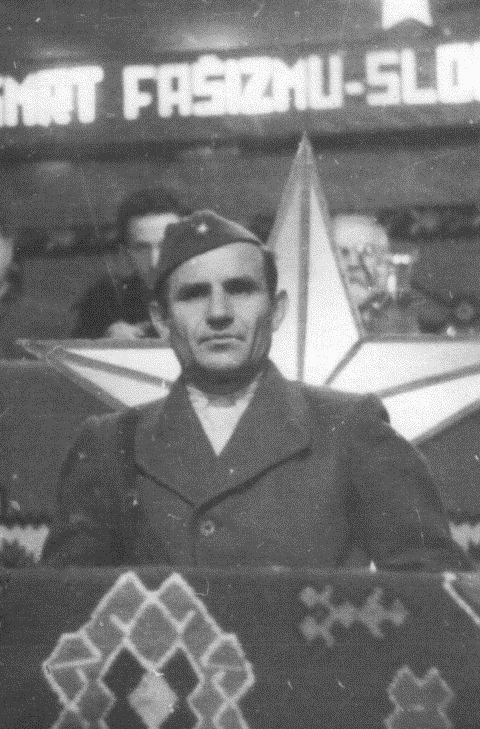
Đuro-Stari Pucar

Đuro-Stari Pucar (Kesići (Bosansko Grahovo), 13 december 1899 - Belgrado, 12 april 1979) was een Joegoslavisch en Bosnisch politicus. 
Đuro-Stari Pucar speelde een belangrijke rol in de partizanenstrijd gedurende de Tweede Wereldoorlog (1941-1945) in Joegoslavië. Đuro-Stari Pucar werd in 1943 tot eerste secretaris van het Centraal Comité van de Communistische Partij van Bosnië en Herzegovina gekozen. Na de oorlog behield hij die positie en trad hij toe tot het Centraal Comité van de Joegoslavische Communistenbond.
Van 1946 tot 1948 was Pucar voorzitter van het Presidium van de Volksassemblée van Bosnië en Herzegovina. 
In 1952 werd Pucar tot voorzitter van de Communistenbond van Bosnië en Herzegovina gekozen en in december 1953 tot voorzitter van de Volksassemblée van Bosnië en Herzegovina (dat wil zeggen staatshoofd van Bosnië en Herzegovina). Dit laatste ambt bekleedde hij tot juni 1963. Tot 1965 was hij voorzitter van de Communistenbond van Bosnië en Herzegovina.
- International Standard Name Identifier: 0000 0000 2669 7628
- Library of Congress Control Number: n86068683
- Virtual International Authority File: 35934206
- WorldCat: E39PBJqBvt6wHdp6VWfQK48KVC